# Michael Devlin
 (janvier 2018).
Si vous disposez d'ouvrages ou d'articles de référence ou si vous connaissez des sites web de qualité traitant du thème abordé ici, merci de compléter l'article en donnant les références utiles à sa vérifiabilité et en les liant à la section « Notes et références ».
Michael Devlin, né le 3 octobre 1993 en Écosse, est un footballeur écossais. Il évolue au poste de défenseur avec le club d'Hibernian FC.

## Biographie
Il dispute avec le club d'Hamilton Academical 73 matchs en première division, inscrivant un but.
Le 26 janvier 2018, il rejoint l'équipe d'Aberdeen FC.